# پل تشکان

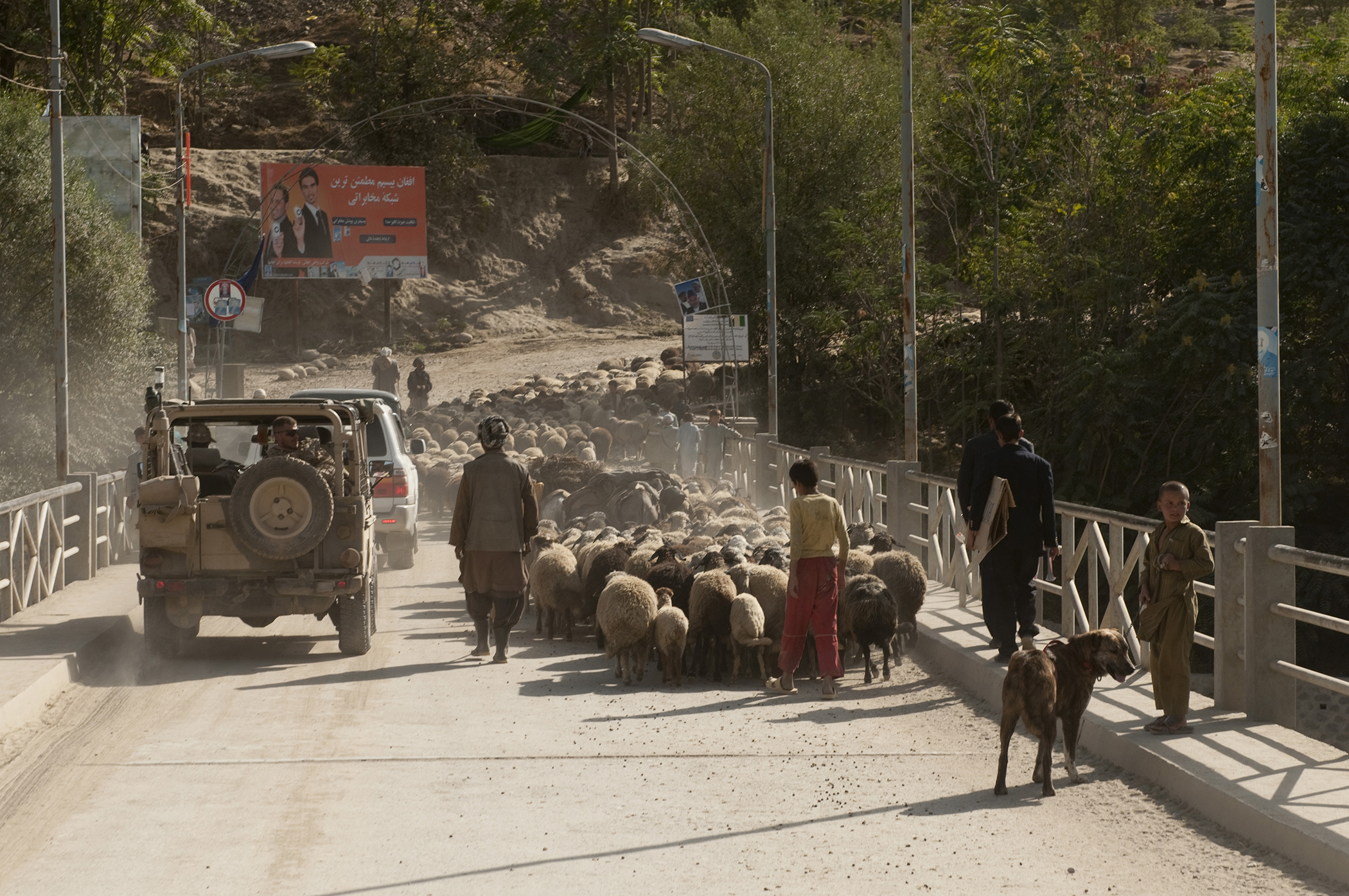
پل تشکان.

پل تشکان پلی در بدخشان بر روی رود کوکچه است.
بزرگراه ۳۰۲ که از این پل می‌گذرد، تنها مسیری است که بدخشان را به سایر بخش‌های افغانستان وصل می‌کند. در سال ۱۹۹۹ این پل یک موقعیت استراتژیک بود که دو رهبر شبه نظامی رقیب بر سر آن جنگیدند. در سال ۲۰۰۷ نیروهای آیساف و تیم بازسازی ولایتی فیض‌آباد پل ساخته شده توسط اتحاد جماهیر شوروی را بازسازی کردند. ساخت پل جدید دو ماه به طول انجامید. یک قاب فولادی و یک سطح جدید در بالای پل ساخته و افزوده شد. در تاریخ ۱۶ اکتبر ۲۰۰۷ فرماندار بدشخان با برش روبان پل را مجددا افتتاح کرد.